# Bolero/Torero
Bolero / Torero è un pastello su carta applicata su tela di seta, opera di Antonio Mancini (Roma 1852 - Roma 1930), firmata e iscritta in basso a sinistra “A. Mancini / Frascati”. L’opera misura cm 100x60 ed è custodita in una collezione privata milanese.
L’iscrizione fa pensare alla sua realizzazione tra il 1911 e il 1917, quando l’artista fu ospite a Frascati di Fernand du Chéne de Vère, industriale francese naturalizzato italiano pioniere della pubblicità sui mezzi pubblici.

## Storia
Tra il 1911 e il 1917, dopo il successo all’Esposizione Internazionale di Belle Arti a Valle Giulia del 1911 , Mancini visse a Frascati nella villa Jacobini ospite dell’imprenditore francese Du Chéne. In quella “gabbia d’oro”, come la definì la critica dell’epoca, l’artista «trascorse una vita operosa […] impelagato a dipingere toreri, menestrelli e spose turche».
Du Chéne gli aveva messo a disposizione una quantità inesauribile di colori e pennelli, costumi antichi e «armadi pieni di parrucche, di drappi, cataste di begli arredi» per acconciare i suoi modelli, indirizzandolo così verso soggetti d’invenzione che rendevano esplicitamente omaggio alla grande figurazione europea tra Sei e Settecento.
Non si conosce l’identità della ragazza che posò per lui per questo pastello indossando un costume da torero, normalmente prerogativa maschile. Anche in altre opere realizzate in questi anni compaiono donne vestite da torero.
Si possono tuttavia notare somiglianze stringenti con la fisionomia di Tina (Clementine), la giovane figlia di Du Chéne – poi principessa Pignatelli - ritratta in uno splendido olio su tela nel 1912 e soggetto di diverse opere del pittore, sia a olio che a pastello.

## Stile
La modella qui è presentata seduta di tre quarti, con il gomito sinistro che sembra bucare la bidimensionalità del supporto.
Indossa un cappello nero simile a quello del Torero del 1914 e a quello databile tra il 1915 e il 1917, e un bolero rosso carminio con decorazioni in oro. Nella mano destra stringe un mazzolino di fiori dello stesso rosso.
Ritratta leggermente di sotto in su, la torera rivolge lo sguardo all’osservatore.